# Філофей (патріарх Константинопольський)
Патріарх Філофей (грец. Πατριάρχης Φιλόθεος), в миру Фока Коккінос (грец. Φωκάς Κόκκινος, близько 1300, Салоніки — 1379, Константинополь) — шанований у Православ'ї в лику святителів і преподобних Патріарх Константинопольський, який займав престол двічі: листопад 1353—1354 і з 1364—1376. Редактор літургії та Учительного Євангелія. Автор численних творів, в тому числі, житій, богословсько-полемічних творів, діатаксисів, молитов і гімнів. Філофей остаточно оформив сучасний ісихазм, ставши офіційним автором (можливо, складеного все ж з участю Палами) підписаного, зокрема, легатом папи римського компромісного Томосу 1351 року, в якому враховувалися заперечення митрополита Феогноста і Російської церкви і не настільки категорично, як у творах Палами і паламітів, заперечувалася точка зору Фоми Аквінського про тотожність сутності та енергій Бога (заперечувалося тільки твердження Фоми Аквінського про їх повну тотожність), а також канонізував Паламу в 1368 році і склавши на його честь службу, з наміром включити її в богослужбові книги як літургії, яку здійснюють у другу неділю великого посту. Раніше він засудив варіант антипаламизму в особі послідовника Фоми Аквінського Прохора Кидоніса, опублікував кілька трактатів на захист вчення Палами.
Народився в Фессалоніках в бідній родині єврейського походження; подвизався на Синаї і Афоні, де став ігуменом Великої Лаври і захисником і покровителем Григорія Палами; по закінченні громадянської війни 1341—1347 був митрополитом Гераклеї Фракійської — другим по честі єпископом після патріарха. Склав «Слово» про завоюванні своєї митрополії генуезцями в 1352 році.
Патріарх жив у період, коли формально діяла Ліонська унія між православними і римо-католиками, причому світська влада Візантії визнавала примат римського папи. Він не засудив поїздку свого друга — імператора Іоанна V Палеолога в Рим, але фактично при ньому з'явилася незалежність Константинопольського патріархату від Риму і, отже, і від імператора. Оскільки умови унії з Римом не були визначені, він вимагав від папи римського Урбана V спочатку скликання Вселенського собору, а потім тільки спроб що-небудь вказувати слов'ян і православних на основі певних собором прав папи.
Разом з Іоанном VI Кантакузином прагнув зберегти єдність Руської митрополії в юрисдикції митрополита що проживає в Москві «Київського і всея Русі», що відображено в ряді його грамот на Русь і в постановах Патріаршого Синоду. В 1354 році затвердив перенесення кафедри митрополитів з Києва у Володимир-на-Клязьмі і поставив Алексія Бяконта в митрополита Київського і всієї Русі з перебуванням у Москві.
У 1376 році визнав Печский патріархат і тим відновив єдність Православ'я.
При прогенуезькому перевороті Андроніка IV в 1376 році, був скинутий разом з імператором Іоаном V Палеологом і помер в ув'язненні.
Автор діатаксисов Божественної літургії і Всенічного бдіння. Святитель Філофей написав численні праці, що охоплюють практично все богослов'я і багато питань філософії. Праці можна розділити на догматичні, викривально-полемічні проти Варлаама, Акиндіна, Никифора Григоры, Прохора Кидоніса, Димитрія Кидоніса, Михайла Петріоті. Багато його робіт — це описи життя святих таких, як святитель Григорій Палама, Герман Марулі, Ісидор Вухерас, Сава Ватопедський, Никодим Новий, св. Анисій, св. вмч. Димитрій Мироточивий, святі апостоли, Григорій Богослов, Василій Великий, Іван Золотоустий, прп. Онуфрій, св. Февронія, св. Фока, вмч. Феодор Тирон, св. апостол Фома й ін. Його праці багатожанрові  — це бесіди (гомілії), тлумачення, літургійних текстів, праці з права, історії, поезія, молитви та інші. В деяких слов'янських країнах, наприклад, у Сербії, шанується не тільки як святитель, але і як національний герой. Його пам'ять відбувається на 5-му тижні Великого посту, а також 11 жовтня (за Юліанським календарем, 24 жовтня — по сучасному світському григоріанському календарі) разом з пам'яттю святителів Фотія Великого, Григорія Палами, Марка Євгеніка, митрополита Ефесского.